# مرتضی احمدی هرندی
مرتضی احمدی هرندی (زاده ۱۳۴۵ اصفهان) کارگردان ایرانی در سینما و تلویزیون است او در کنار کارگردانی در کارنامه‌اش سابقهٔ فیلمنامه‌نویسی، تدوین، تهیه‌کنندگی و تدریس در انجمن سینمای جوانان ایران و آموزشگاه‌های فیلمسازی را دارا می‌باشد، وی پس از کارگردانی چند نمایش و ساخت فیلم کوتاه از سال ۱۳۶۶ با ورود به دانشگاه صدا و سیما فعالیت خود را در ساخت مجموعه تلویزیونی و فیلم سینمایی آغاز کرد، همچنین چند مجموعه تلویزیونی در خصوص تمدن و فرهنگ ایران و فیلم های مستندی راجع به عشایر، صنایع دستی و زندگی هنرمندان نیز ساخت.

## کارگردانی

### آثار سینمایی

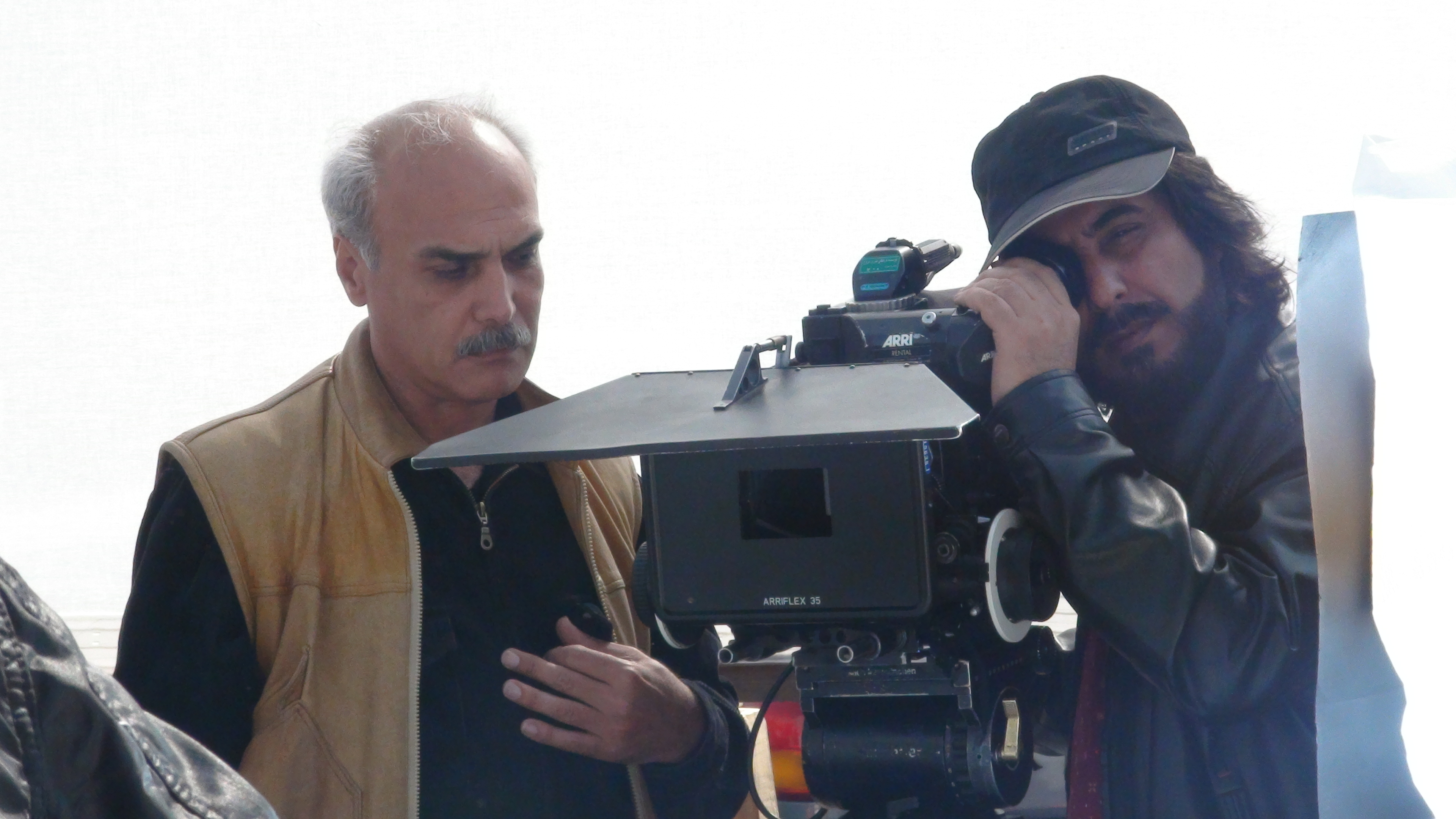
(bedoone ejazeh) m.harandi02

- بدون اجازه ۱۳۸۹[۳][۴][۵][۶][۷][۸] (bedoone ejazeh) m.harandi02[۹][۱۰][۱۱] [۱۲]
- پروین (پروین اعتصامی) ۱۳۸۴[۱۳]
- التهاب ۱۳۷۳[۱۴]

### آثار تلویزیونی
- تله‌فیلم خفت ۱۳۶۶
- مجموعه هشدار انتطامی ۱۳۷۱
- مجموعه تلویزیونی برای آخرین بار ۱۳۷۴
- مجموعه تلویزیونی خانه‌ای آنسوی رود ۱۳۷۶
- مجموعه تلویزیونی غریبه آشنا ۱۳۷۷
- تله‌تئاتر وکیل آمریکایی (ملکه‌های فرانسوی) ۱۳۸۴[۱۵]
- تله‌تئاتر دهانی پر از کلاغ ۱۳۸۴
- مجموعه تلویزیونی قاب‌های خالی ۱۳۸۶–۱۳۸۵[۱۶]
- مجموعه تلویزیونی سرزمین خاکستری ۱۳۸۰–۱۳۷۹
- فیلم آخرین قاب خالی ۱۳۸۸[۱۷]
- مجموعه تلویزیونی سی و نه هفته ۱۳۹۳[۱۸][۱۹][۲۰]

### آثار مستند
- مجموعه ماورای اندیشه، ۸ قسمت، ۱۳۷۳
- مجموعه ایران ما، ۹۰ قسمت، ۱۳۷۵
- مجموعه مسافران بهار، ۳۰ قسمت، ۱۳۷۶
- مجموعه اینجا ایران است ۱۳۷۶
- مجموعه آنچه شما خواسته‌اید، ۸ قسمت، ۱۳۷۷
- مجموعه مهاجرین سبز، ۸ قسمت، ۱۳۷۸
- فیلم آهنگ مهر، ۱۳۸۰
- مجموعه سیمای ماندگار، ۱۹ قسمت، ۱۳۸۱
- فیلم آخرین تشنه زاینده‌رود، ۱۳۸۲ (در خصوص شهر ورزنه (اصفهان)
- مجموعه عشق آینه عاشورا، ۱۳ قسمت، ۱۳۸۳

## تهیه‌کنندگی
- خفت ۱۳۶۶
- التهاب ۱۳۷۳
- معمای سوم ۱۳۶۹
- مجموعه تلویزیونی خاک تابان ۱۳۸۴ (به کارگردانی فریبرز صالح)
- مجموعه تلویزیونی قاب‌های خالی ۱۳۸۵[۲۱]
- فیلم آخرین قاب خالی ۱۳۸۸[۲۲]
- تله‌فیلم یاور ۱۳۹۲ (به کارگردانی علی شاه‌حاتمی)[۲۳][۲۴]
- تله‌فیلم تاکسیمتر ۱۳۹۲ (به کارگردانی محسن یوسفی([۲۵]
- تله‌فیلم به من نگو قراضه ۱۳۹۳ (به کارگردانی محسن یوسفی([۲۶][۲۷][۲۸]
- فیلم سینما خانگی لیموزین ۱۳۹۲ (به کارگردانی بهروز خلجی)

## تدوین
- فیلم التهاب ۱۳۷۳
- مجموعه تلویزیونی خانه‌ای آنسوی رود ۱۳۷۶
- مجموعه تلویزیونی جزیره‌ای در خشکی ۱۳۷۶ (به کارگردانی حسین قاسمی جامی)
- تله‌فیلم یک روز طولانی ۱۳۷۷ (به کارگردانی علی شوقیان)
- فیلم خفت ۱۳۶۶
- مجموعه تلویزیونی بابای خجالتی ۱۳۸۳ (به کارگردانی شاپور قریب0
- تله‌تئاتر وکیل آمریکایی (ملکه‌های فرانسوی) ۱۳۸۴
- فیلم پروین ۱۳۸۳
- فیلم آخرین قاب خالی ۱۳۸۸
- مجموعه تلویزیونی قاب‌های خالی ۱۳۸۶
- مجموعه تلویزیونی سرزمین خاکستری ۱۳۸۰
- فیلم سینمایی رهاتر از دریا ۱۳۹۰[۲۹] (به کارگردانی حمید طالقانی
- معمای سوم ۱۳۶۷کارگردان بهروز خلجی
- خانه‌های بی پلاک ۱۳۹۳[۳۰]

## فیلمنامه‌نویسی
- بصیرت ۱۳۶۶
- خفت ۱۳۶۶
- سریر عشق ۱۳۶۷
- مجموعه هشدار انتظامی ۱۳۷۰
- فیلم سینمایی التهاب ۱۳۷۳
- مجموعه تلویزیونی برای آخرین بار ۱۳۷۴
- رخ یار ۱۳۷۸
- مجموعه تلویزیونی سرزمین خاکستری ۱۳۸۰–۱۳۷۹ (bedoone ejazeh) m.harandi03

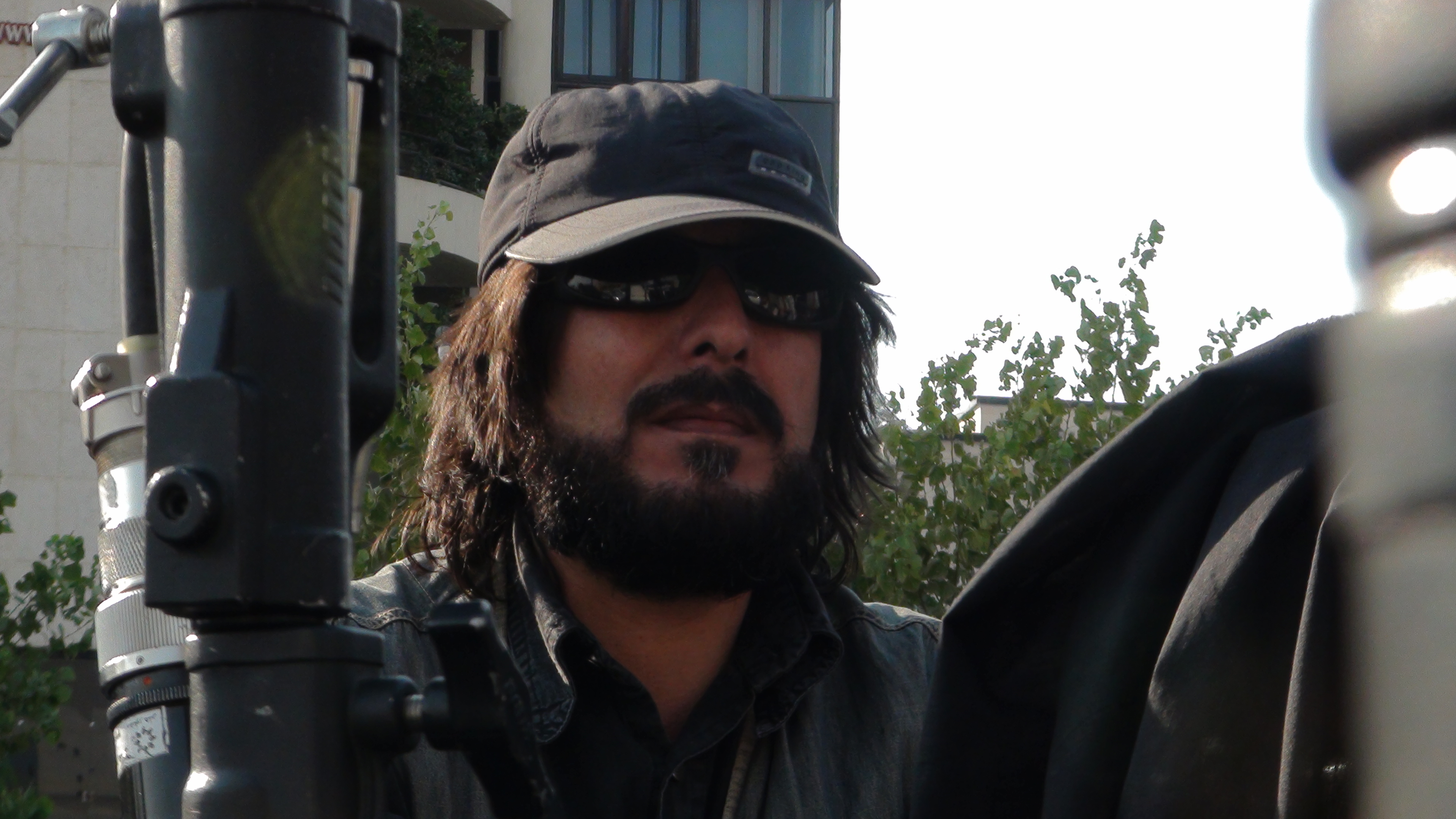
(bedoone ejazeh) m.harandi03

- مجموعه تلویزیونی قاب‌های خالی ۱۳۸۵
- فیلم سینمایی سومین سپیده دم ۱۳۹۱–۱۳۸۹ باز نویسی ۱۳۹۸[۳۱][۳۲][۳۳]
- مجموعه تلویزیونی متولد ایران۱۳۷۵
- فیلم آخرین قاب خالی۱۳۸۸[۳۴]
- سینمایی ناریه۱۳۹۲

### بازنویسی فیلمنامه
- مجموعه تلویزیونی قاب‌های خالی ۱۳۸۵
- فیلم سینمایی بدون اجازه ۱۳۸۹

## فیلم کوتاه
- بصیرت ۱۳۶۶
- غفلت ۱۳۸۸
- طمع ۱۳۸۸

## حضور در جشنواره
- جشنواره فیلم فجر ۱۳۸۹[۳۵]
- جشنواره پلیس ۱۳۹۰[۳۶]
- جشنواره مقاومت ۱۳۹۵[۳۷]
- جشنواره یادگار ۱۳۸۳[۳۸]
- جشنواره جهانی فیلم‌های جهانگردی ۱۳۸۲[۳۹]